# 2022年以來英國各行各業的罷工
2022年以來英國各行各業的罷工是指自2022年6月15日以来，英国各行各業出現的一系列罷工和劳资纠纷，工人不滿工资水平和工作条件而罢工。罷工首先從鐵路行業（2022—2023年英國全國鐵路罷工）開始，後來罷工又蔓延到其他領域。《金融時報》認為，英國罷工造成的混亂是30年以來規模最大的一次。